# Sweden Film Commission
Sweden Film Commission är en numera nedlagd svensk samarbetsorganisation som startade 2 december 2010, för att främja och underlätta internationella samarbeten och placeringar av utländska film- och TV-produktioner i Sverige med användande av svenska faciliteter, miljöer, teknik och personal. 
Redan 2006 bildade parter inom svensk film och landets regionala filmkommissioner formellt en filmkommission med samma namn, men på grund av bristande finansiering och organisation bedrev denna tidiga version ingen egentlig verksamhet, utan det var först genom offentligt stöd från bland annat EU som verksamhet 2010 blev aktiv och under några år fram till dess nedläggande bland annat bidrog till Hollywood-produktionerna av Stieg Larssons engelskspråkiga bokfilmatiseringar i Sverige 2010-11 (ex. The Girl with the Dragon Tattoo). 
Filmkommissionen var sammansatt av en grupp av de regionala svenska filmkommissionerna: Swedish Lapland Film Commission / Filmpool Nord, Filmregion Stockholm-Mälardalen Film Commission, Oresund Film Commission / Film i Skåne och West Sweden Film Commission / Film i Väst. Kommissionen hade också ett kontor i Los Angeles.